# コフィン石
コフィン石 または コフィナイト (Coffinite) は、ウランのケイ酸塩鉱物で、組成式は U(SiO4)1-x(OH)4x で表される。
多くは黒い鉱染状で、薄片は薄褐色 - 濃褐色。条痕は灰色がかった黒。結晶は脆く、貝殻状に割れる。硬度は5から6の間である。
1954年、アメリカ合衆国コロラド州のメサ郡ビーバーメサにあるラ・サル第2鉱山で発見され、アメリカの地質学者ルーベン・クレア・コフィン(1886–1972)の名をとって命名された。バナジウムを伴うコロラド高原型ウラン鉱床は世界各地に広く分布がみられる。砂岩や熱水鉱床中の有機物を置き換えて生成していることもある。閃ウラン鉱やトール石、黄鉄鉱、白鉄鉱や粘土鉱物などが随伴する。

## 組成
コフィン石の組成式は U(SiO4)1-x(OH)4x である。 1955年、コフィン石試料粉末のX線回折パターンから、新鉱物であることが判明した。これはジルコン (ZrSiO4) やトール石 (ThSiO4) のX線回折パターンとの比較から明らかにされた。初期の化学分析からケイ酸ウラナスの一部がヒドロキシル基で置換されたものであることが分かった。シャーウッドによる化学分析は異なる3つの産地からのサンプルを用いて行われた。ヒドロキシル基およびケイ素-酸素結合の存在は赤外線吸光分析の結果からも明らかとなり、ヒドロキシル基は (SiO4)2− を (OH)44− の形で置換していることが分かった。後に、ヒドロキシル基の存在はコフィン石を安定して生成させるためには必ずしも必須でないことが示された。近年の電子線マイクロアナライザによる微細結晶の分析により、カルシウムやイットリウム、リンが多く含まれることや、さまざまな希土類元素がわずかながら含まれることが明らかになっている。

## 結晶構造
コフィン石はオルソケイ酸塩鉱物のジルコンやトール石と同形である。スティーフらはX線粉末回折法を用いてコフィン石が正方晶であることを突き止めた。 4価のウランイオン U4+ が稜を共有する UO8 の三角十二面体をなし、C軸に沿って四面体をなす SiO4 と交互に結合している。中央のウラン原子の周りを8つの SiO4 四面体が囲んでいる。格子定数は天然試料・合成試料とも同等で、コロラド州メサ郡のアローヘッド鉱山産の試料では a=6.93kx、c=6.30kx であり、ヘクストラとフックスが合成したものは a=6.977kx、c=6.307kx であった。

## 特徴
地球上に存在するウランの大部分はコフィン石鉱床に含まれており、原子力エネルギーや軍事利用において重要な位置を占めている。コロラド高原で強い放射能を持つコフィン石が採取されることから分かるように、堆積鉱床には放射性鉱物が多く含まれている。ハーバード大学やアメリカ地質調査所 (USGS)などの研究者たちは1950年代中盤からコフィン石を合成しようと試みたが、うまくいかなかった。 1956年にヘクストラとフックスが安定した合成コフィン石試料の生成を実現した。これらの研究は、いずれもアメリカ原子力委員会が主導していた。